# Chiesa di San Benedetto Vecchio
La chiesa di San Benedetto abate chiamata da secoli chiesa di San Benedetto Vecchio (per non confonderla con la vicina chiesa di San Benedetto Novello) è un edificio di origine medievale che si affaccia su Riviera San Benedetto, verso il Bacchiglione, a Padova. L'edificio sorse con l'annesso monastero benedettino per volere del beato Giordano Forzatè.

## Storia
Come narra il Portenari, la chiesa di San Benedetto sarebbe sorta per volere di Giordano Forzatè nel 1195 con il monastero benedettino "in distinti claustri e domicilij pose monaci e monache, e lo governò santamente con titolo di Priore per alquanti anni" (A. Portenari, 1623, pag. 471) e a confermare la data di fondazione si aggiungono gli Annales Patavini e i Libri Regiminum Padue. Alcuni documenti ricordano che il monastero fu fondato in prossimità di un ospitales. Il monastero doppio, con comunità femminile guidata da una badessa e quella maschile capeggiata dal priore, in seguito alla morte del fondatore (1248) fu destinato alle sole monache, mentre i monaci costruirono poco distante una nuova sede con chiesa, San Benedetto Novello (1262). Ricordano le fonti che la chiesa, consacrata il 31 agosto 1222, originariamente si poneva al centro del monastero, a divisione della parte maschile e femminile. Dopo la scissione, il monastero fiorì ampiamente, tanto che tra il 1356 e il 1397 vi fu badessa Anna Buzzaccarini, cognata del Principe di Padova Francesco il Vecchio che fece adornare le strutture riccamente, a proprie spese. Dopo Anna, seguì la figura di Orsola Buzzaccarini che donò la chiesa e il monastero di Sant'Orsola (1402) ai Francescani dell'Osservanza mentre, alcuni decenni dopo, vi giunse una giovane educanda, Caterina Cornaro, dove ricette educazione sino all'età di quattordici anni.
La chiesa rimase inalterata sino al 1612 quando la badessa Aurora da Camposampiero promosse lavori di adeguamento, probabilmente a seguito delle riforme liturgiche del Concilio di Trento. Si cambiò l'orientamento e la facciata, prima posta verso ponente, fu rivolta verso levante dove originariamente era posto il presbiterio. Il Portenari ricorda che attorno al 1620 fu "ridotta in bellissima forma, e vagamente ornata". Il 3 luglio 1628 il cardinale Pietro Valier in visita pastorale la trova "bene tecta, ampla et alba". Nei decenni seguenti la costruzione fu arricchita e adornata di nuove opere ed altari.
Con le legislazioni ecclesiastiche napoleoniche del 1810 il monastero benedettino fu soppresso e trasformato in caserma d'artiglieria mentre la chiesa assunse il titolo di parrocchiale, assorbendo quello della chiesa di San Leonardo.
Agli inizi del XX secolo l'edificio subì numerosi interventi di restauro, ma l'11 marzo 1944 fu colpito dalle bombe alleate che devastarono la struttura e distrussero numerose opere d'arte, tra cui il ciclo delle storie dell'Apocalisse di Giusto de' Menabuoi. Nel primo dopoguerra si avviarono i restauri che favorirono il recupero dell'aspetto romanico.
Oggi in continuità con i decreti napoleonici la chiesa è parrocchiale affidata al clero secolare della diocesi di Padova.
Accanto alla chiesa si erge la caserma "Prandina" che insiste su quello che era il monastero delle benedettine.
Nella chiesa è sepolta Giustiniana Wynne.

## Descrizione

### Esterno

#### La facciata

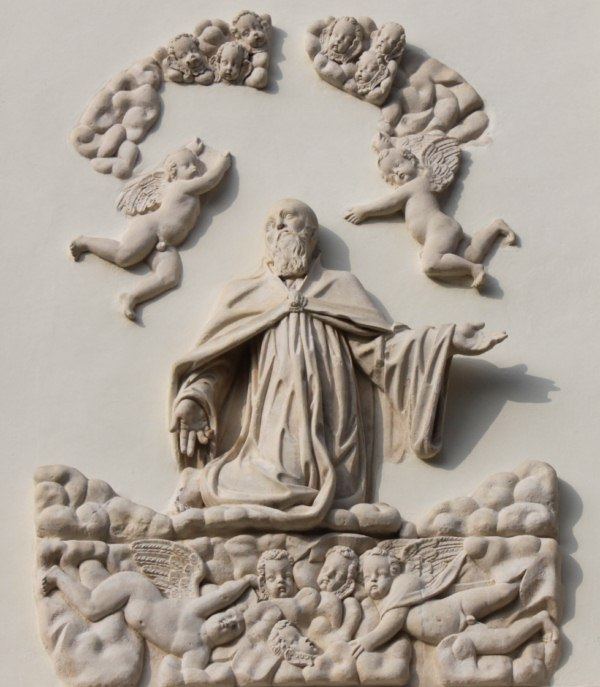
San Benedetto in gloria, altorilievo in facciata.

La facciata, che è preceduta da un ampio sagrato alberato (anticamente era pavimentato), si erge verso levante. L'aspetto attuale si deve ai lavori attuati nel XVII secolo, sulla parete occupata sino al XVI secolo dall'abside della chiesa. È di ordine composito e rispetta i raffinati stilemi manieristici in voga in città sin dalla seconda metà del cinquecento ricollegandosi ai lavori di Dario Varotari. Si eleva su due registri, tutti ritmati da sottili paraste terminate da raffinati capitelli tuscanici (in basso) e ionici. Sopra, un attico coronato da statue sulla quale, al centro, poggia un timpano. Si apre un unico portale timpanato e ai lati, due nicchie e due finestre, come in alto, dove campeggiano quattro aperture quadrangolari. Al centro del timpano è posto un altorilievo raffigurante il Padre Eterno, che si collega con il sottostante San Benedetto in gloria, sempre ad altorilievo. Nel dipinto del Padovanino che ritrae il beato Forzatè, posto all'interno della chiesa, è ritratto l'edificio prima dei lavori di costruzione della facciata.

#### La facciata romanica
Sulla sinistra, rispetto alla facciata, si apre un vicolo che permette la visione della fiancata romanica della chiesa, aperta da monofore e ritmata da archetti pensili. Sul retro, anche se occultata da edifici e dal campanile, è possibile scorgere la vecchia facciata romanica della chiesa, ingentilita da bifore e da arcatelle ceche.

#### Il campanile

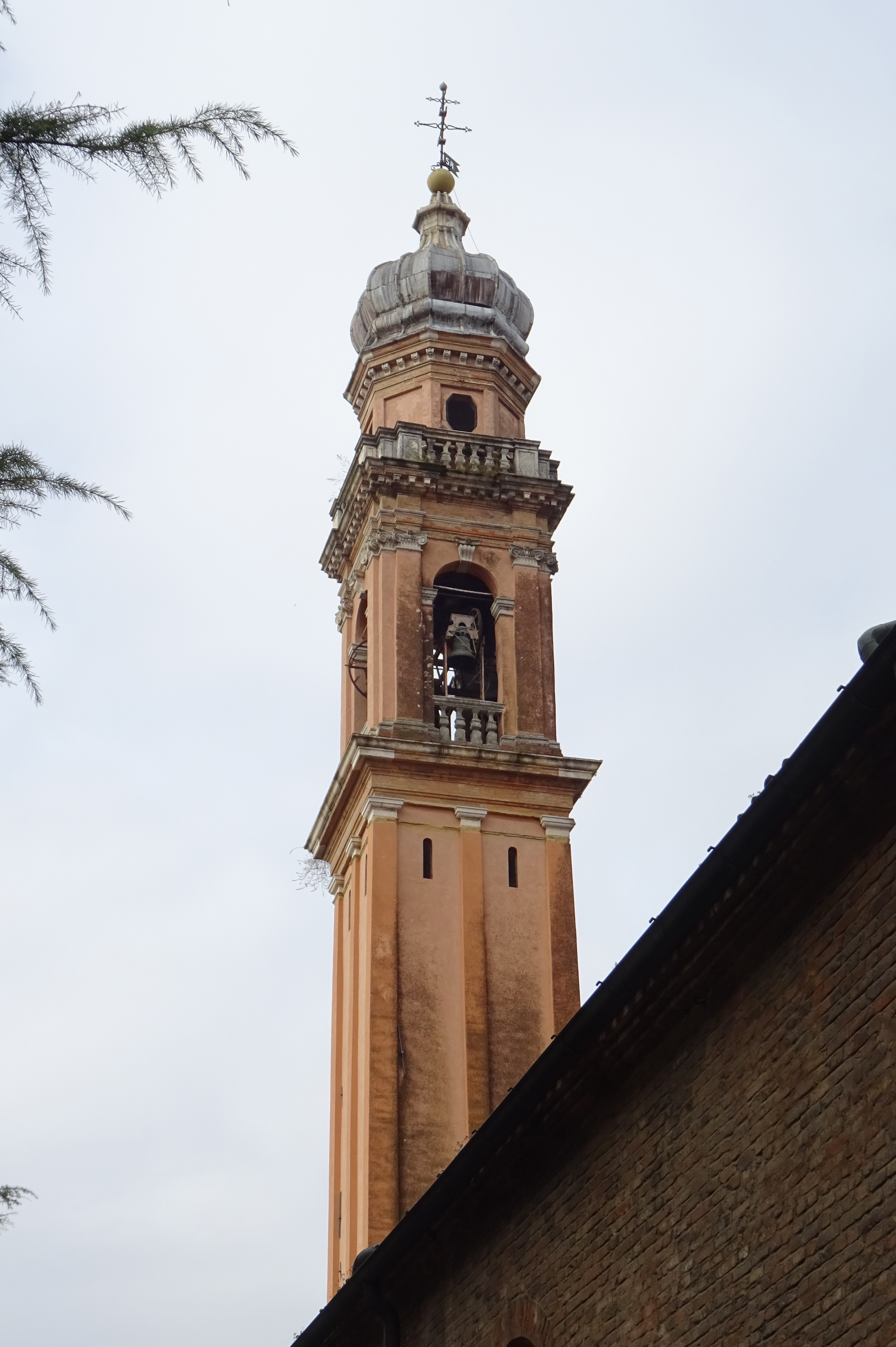
Il campanile.

L'attuale aspetto slanciato, aperto da quattro monofore e tamburo coperto da cupolino a cipolla è settecentesco, ma si eleva sulla canna del campanile medievale, già coperto da una cuspide conica e aperto da bifore.

### Interno

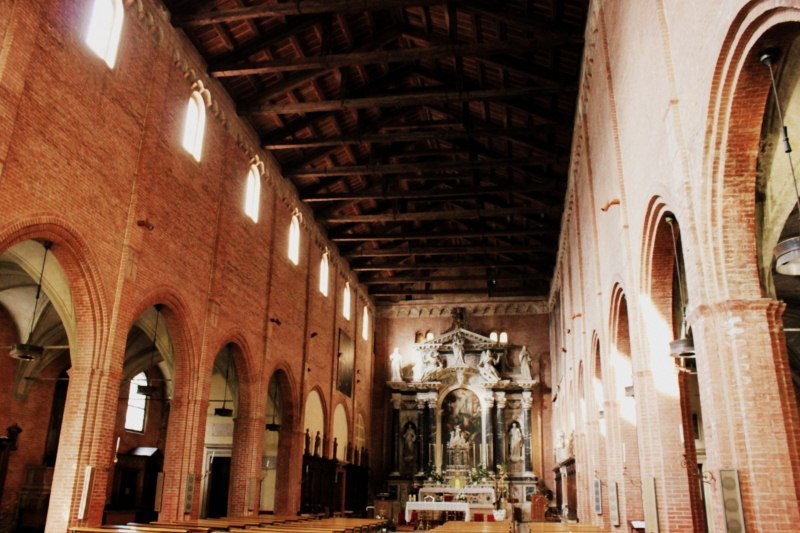
L'interno della chiesa.

Varcata la porta d'ingresso, si accede ad suggestivo interno suddiviso in tre navi, convergente verso il monumentale altare maggiore. Dopo i lavori di restauro post-bellici, predomina il caldo colore del cotto, ritmato dalla arcate a tutto sesto sostenute da pilastri e da arcatelle ceche romaniche decorate dalle cromie dello stemma della città di Padova che pure si ritrova ritmicamente raffigurato a fresco lungo le pareti. La navata centrale è coperta a capriate lignee, mentre le navate laterali sono voltate a crociera.

#### Presbiterio

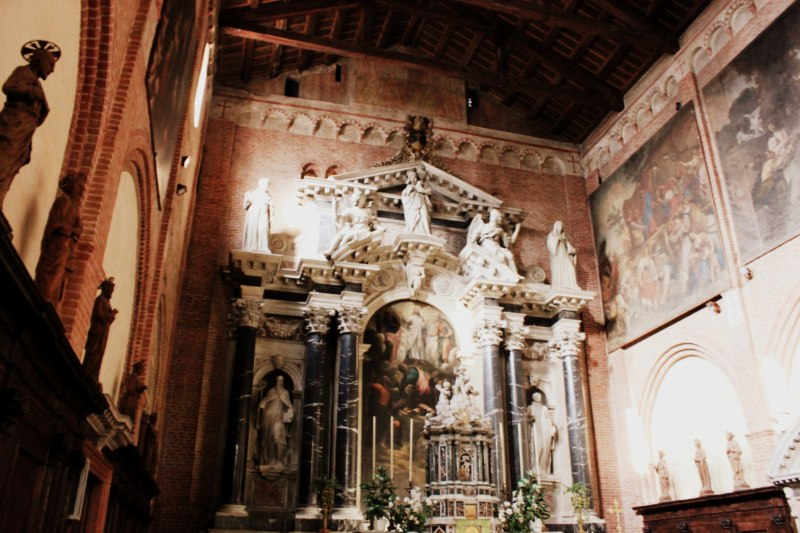
L'altare maggiore.

La grandiosa macchina barocca dell'altar maggiore, opera (1663) di Girolamo Galeazzo Veri, poggia sulla vecchia controfacciata romanica. La quasi quinta architettonica, elaborata sulle cromie marmoree del bianco e del nero è ingentilita da sette statue di santi benedettini e padovani di Tommaso Allio e dalla grande pala di Alessandro Maganza raffigurante La Trasfigurazione. Notevolissimo il tabernacolo, coronato da una elegante turba angelica.
In alto, sulle pareti dove sono state portate alla luce le arcate romaniche tamponate sono posti tre teleri tra cui Mosè che fa scaturire le acque di Alessandro Varotari (donata nel settecento dal conte Girolamo Dotto) e Gesù Cristo con Apostoli dispensa il pane alle turbe affamate di Francesco Minorello.
Sopra agli stalli lignei che percorrono le pareti sono poste quattordici statue gotiche in terracotta che forse già decoravano il pontile della chiesa, atterrato nel seicento.

#### Navata destra

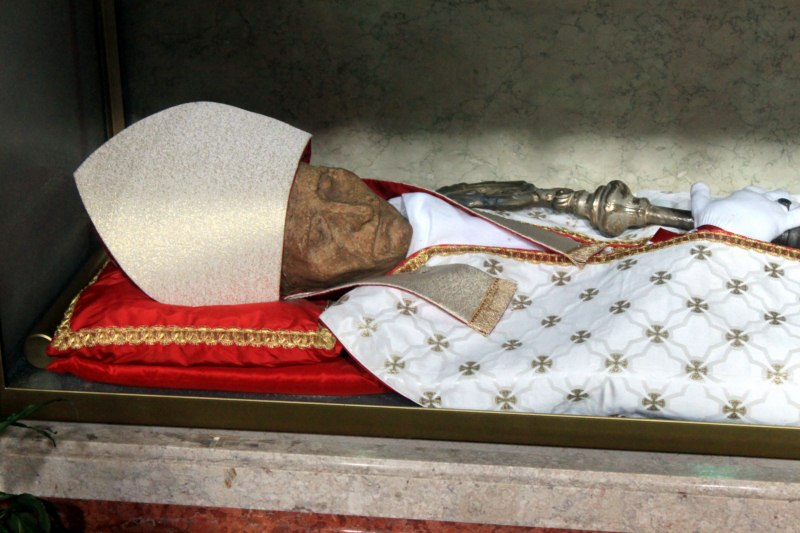
Il corpo del beato Giordano Forzatè.

Sulla cappella accanto al presbiterio, decorata a fresco nel settecento, è posta la bella pala di Domenico Robusti raffigurante Gesù Cristo in aria, san Pietro che detta lo evangelio a san Marco, e più sotto i santi Girolamo, Domenico e Tecla opera commissionata dal patrizio Marco Querini. Un tempo la cappella era riservata alle monache, che seguivano la messa dalla larga grata che si affaccia sull'altare.
Sull'altare lungo la navata è posto, rivestito delle insegne pontificali, il corpo incorrotto del beato Giordano Forzatè, sovrastato da una pala che lo raffigura mentre traccia sul terreno la pianta del monastero, opera di Alessandro Varotari.

#### Navata sinistra

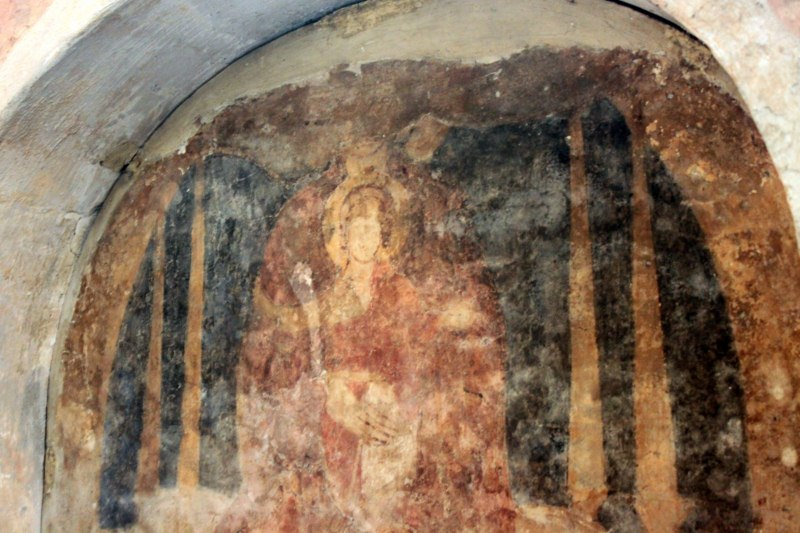
Affresco del XIII secolo.

Sui tre altari barocchi posti lungo la navata laterale, sono collocate interessanti opere, di Pietro Damini la pala raffigurante il Transito di san Benedetto, di Luca da Reggio quella raffigurante la Vergine di Loreto sopra sant'Elena Imperatrice (proveniente dalla demolita chiesa di San Leonardo) e un San Gerolamo della cerchia di Giulio Campagnola.
Il fonte battesimale, accanto all'ingresso, sembra poggiare sopra un'ara sacrificale di età romana. Sopra, una piccola tela secentesca raffigura il battesimo di Cristo. Accanto alla porta di ingresso resti di affreschi del XIII secolo tra cui una rara deposizione.

## La musica e gli organi a canne

### La musica delle benedettine
Le visite pastorali effettuate tra il XVII e XVIII secolo danno la possibilità di delineare l'andamento liturgico-musicale della chiesa di quei tempi in modo abbastanza esauriente: alle monache era possibile seguire le funzioni solo dalla cappella con grata verso il presbiterio (la cappella della navata destra) oppure cantare dalla cantoria posta in controfacciata, nascoste da tende. Nel 1657 il vescovo notò alcuni accesi scontri all'interno della comunità composta da 46 religiose, diverbi provocati da alcune monache (Speronella Speroni e Faustina Stefani) irrequiete "di fronte al dovere cantare e suonare l'organo". Più lapidario fu il vescovo Giorgio Cornaro nel 1717, dove decretò che il canto fosse "canto fermo, monastico e divoto per lodare Dio non per vanità e compiacenza, con perdita di merito e forse con aggravio di demerito" e proibì quindi "ogni sorta di canto figurato, ogni strumento musicale in coro eccetto l'organo e la spinetta, per il tuono delle voci" riservandosi il compito di nominare il maestro di musica delle monache.

### L'organo di Giovan Battista Antegnati
Dall'opera Arte Organaria di Costanzo Antegnati sappiamo che nella chiesa di San Benedetto Vecchio si trovava uno strumento di Giovan Battista Antegnati, costruito tra il 1536 e il 1539, organo di cui non permangono altre sostanziose documentazioni. Solo in un contratto del 1899 si ritorna a parlare distintamente dell'organo, quando i Fabbricieri stipularono accordi con i Malvestio per il restauro di un organo, di cui non si conoscono le caratteristiche, già presente in cantoria.

### L'organo Ruffatti
Costruito negli anni cinquanta del XX secolo dalla ditta organaria Fabbrica Organi Ruffatti, l'attuale organo trova posto sulla cantoria in controfacciata e sostituisce un precedente strumento Ruffatti, distrutto dal bombardamento del 1944. Lo strumento, a trasmissione integralmente elettrica, è costituito da un unico corpo, con cassa limitata al basamento e mostra formata da canne di principale disposte a palizzata. La sua consolle dispone di due tastiere di 61 note ciascuna ed una pedaliera concavo-radiale di 32, con i comandi dei registri, delle unioni e degli accoppiamenti a placchetta.

## Curiosità
Al centro del chiostro che si innalzava accanto alla navata destra della chiesa cresceva il corniolo nato, secondo le cronache, dal bastone che il beato Giordano Forzatè utilizzò per tracciare sul terreno le dimensioni del monastero. La pianta dai poteri miracolosi, era tanto portentosa che i suoi frutti erano dispensati ai febbricitanti e quando doveva morire una delle monache o un componente della casa Capodilista (discendenti dal beato fondatore) un ramo di questa si seccava. Dopo la soppressione del monastero il corniolo fu sradicato e trasportato sino in contrà San Daniele e piantato nel giardino di Palazzo Capodilista dove ancora sopravvive rigoglioso con i suoi presunti ottocento e più anni.